# Hans Slavos
Hans Slavos (* 5. November 1900 als Hans Swiatkiewicz in Düsseldorf; † 10. November 1969 in Hagen) war ein deutscher Künstler.

## Leben

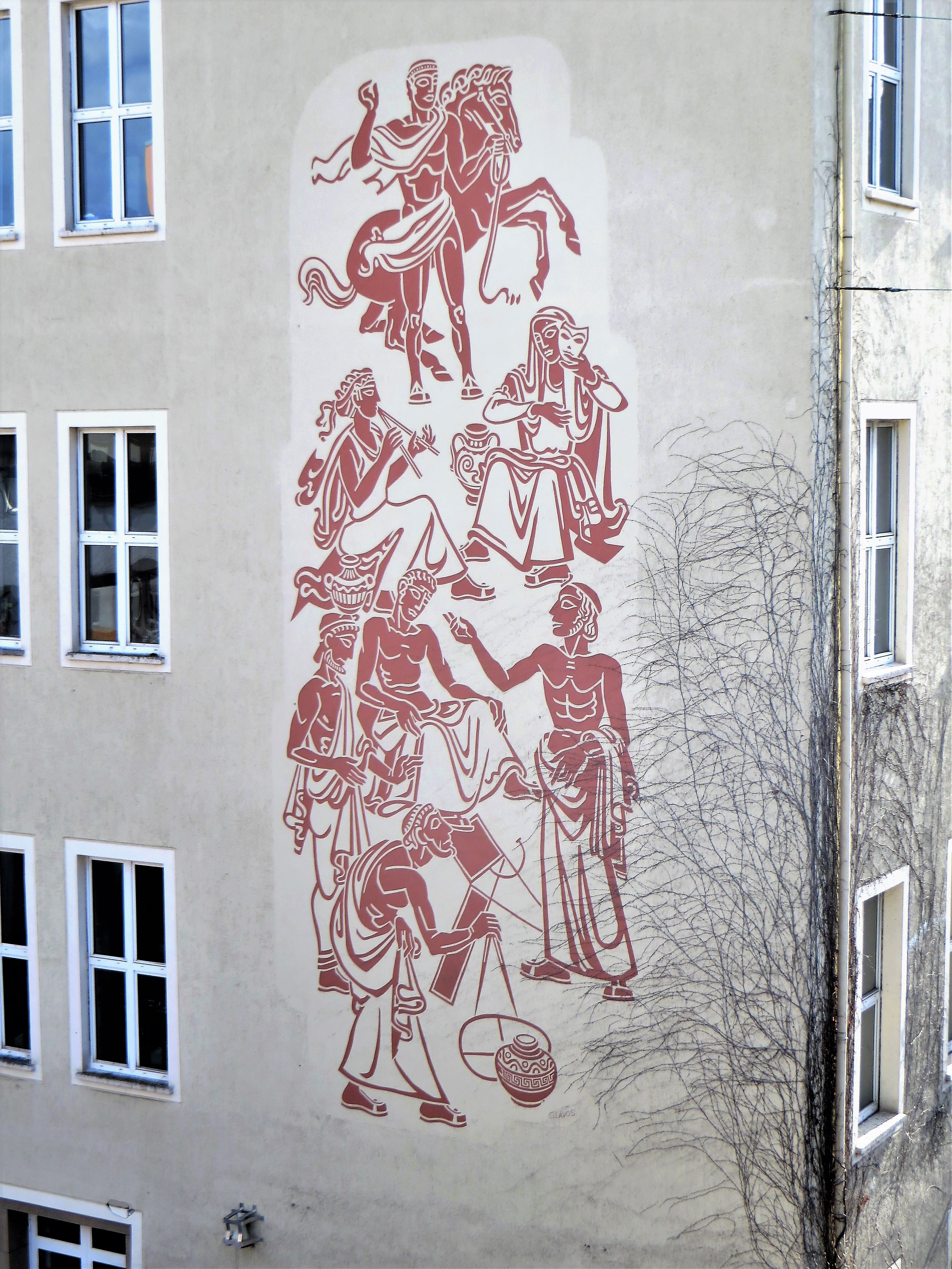
Sgraffito von Hans Slavos am Fichte Gymnasium in Hagen, erschaffen 1951

Das künstlerische Schaffen von Hans Swiatkiewicz (später Hans Slavos) begann um 1918/20 mit seiner Holzschnittfolge „Weltkrieg und Revolution“. In den 1920er Jahren lebte und arbeitete er in der künstlerisch-esoterischen Kommune am Monte Verità bei Ascona (Schweiz), danach folgte eine kunsthandwerkliche Ausbildung an der Wuppertaler Werkkunstschule und privater Malunterricht. Seit 1928 war er freier Maler und Grafiker in Hagen. Ab Mitte der 1940er Jahre nannte er sich offiziell Hans Slavos.
In Zusammenarbeit mit seinem Bruder Kurt Swiatkiewicz (1914–1994), der in Haspe eine über Hagens Stadtgrenzen hinaus bekannte Kunstglaserei besaß, entstanden zahlreiche Glasfenster für Kirchen, öffentliche und private Gebäude. Darunter ein 1950 erschaffenes großformatiges Buntglas-Triptychon mit zwei kleineren Buntglasbildern in dem damaligen Verwaltungsgebäude der Süßwarenfirma Hussel GmbH in Oberhagen. Heute ausgestellt im Café-Handwerk Elbershallen, Dödterstraße 10.
Außerdem tat sich Hans Slavos auch als Linolschneider und Illustrator hervor. Im öffentlichen Raum sind zahlreiche Sgraffito und Mosaike in Hagen und anderen Städten erhalten. Dem Neubau des Rathauses in Hagen fiel 1965 aber leider Slavos 1945 erschaffenes dreiteiliges Buntglasfenster „Krieg – Zerstörung – Neuanfang“ zum Opfer. Auch in den 2000er Jahren wurden durch Hausrenovierungen ein Sgraffito in der Gerichtsstraße 2 und in der Augustastraße 13 a, das sogenannte „Heimkehrermosaik“, zerstört.
Hans Slavos wurde nach dem Zweiten Weltkrieg vom britischen Stadtkommandanten in das neugegründete Stadtparlament berufen und war Initiator einer Neugründung des Hagenrings, dessen Vorsitzender er von 1945 bis 1967 bleibt. Er führte den Verein in die Nachkriegsmoderne und war ein großer Bauhausfreund. Unter ihm fand vom 3. September bis 6. Oktober 1946 im Karl-Ernst-Osthaus-Museum die „Große Kunst-Ausstellung“ des Hagenrings und anderer Hagener Künstler statt. Die Ausstellung war Bestandteil der Feierlichkeiten der Stadt Hagen anlässlich ihres 200-jährigen Bestehens. An ihr nahmen 46  Künstler teil. Gegen Ende seiner Zeit als Vorsitzender machte Hans Slavos in einem Brief vom 12. Januar 1964 an die  Kollegen deutlich, dass die Hagener  Künstler vom Januar 1964 an einheitlich nur noch unter dem Gründungsnamen „HAGENRING – Bund bildender Künstler“ auftraten. Damit konnte die Unverwechselbarkeit der Hagener  Künstler in der Öffentlichkeit betont werden. Der Aufruf richtete sich an 47  Künstler aus Hagen und Gevelsberg, die in die Untergruppen Maler, Bildhauer, Keramiker, Bildweber, Kunstbuchbinder und Kunstschliff unterteilt waren.
Verheiratet war Hans Slavos mit Margarete geb. Stolle. Laut Hagener Adressbuch von 1963 wohnten sie in Hagen-Haspe in der damaligen Hardtstraße 13 (1975 umbenannt in Büddinghardt 13). Der Bruder Kunstglasermeister Kurt Swiatkiewicz wohnte am Hasper Stadtwald, Im Kursbrink 19.

## Werkverzeichnis
- Kunst im öffentlichen Raum in Hagen – Hans Slavos
- Forschungsstelle Glasmalerei des 20. Jahrhunderts – CaféHandwerk Hagen, Fenster Kaffeepflückerinnen, um 1950
- Forschungsstelle Glasmalerei des 20. Jahrhunderts – Gaststätte Braustube Hagen-Remberg, 4 Fenster um 1950
- Forschungsstelle Glasmalerei des 20. Jahrhunderts – Friedhofskapelle Hagen-Remberg, Kreuzfenster Christi Auferstehung, um 1950
- Forschungsstelle Glasmalerei des 20. Jahrhunderts – Kath. Kirche St. Josef Altenhagen, 6 Fenster um 1953
- Forschungsstelle Glasmalerei des 20. Jahrhunderts – Ev. Kirche Dortmund-Hombruch, 12 Fenster, 1957
- Forschungsstelle Glasmalerei des 20. Jahrhunderts – Kath. Kirche St. Blasius Balve, 3 Fenster o.D.
- Hans Slavos: „Mensch gegen Mensch“, Mappe mit zwölf Holzschnitte von Krieg und Revolution, um 1928
- Ein Liederbuch für westfälische Schulen: „Westfalensang, 1935, 2. Teil, 5.–8. Schuljahr; Künstlerische Ausstattung Hans Slavos“